# Vikinške kružne utvrde
Vikinška kružna utvrda ili vikinški prstenasta tvrđava, poznata i kao trelleborg, je naziv za kružnu utvrdu (u obliku prstena), karakterističnu za područje današnje Danske i južne Švedske izgrađenih u Vikinškom dobu. 
Ova vrsta fortifikacije je dobila ime po prvom pronađenom primjerku - Trelleborgu kraj Slagelsea, Danska. Naziv trelleborg se objašnjavao kao „utvrda koju su izgradili robovi”, budući da je staronordijska riječ za „roba” bila thrall (moderna riječ je træl na danskom i träl na švedskom), a borg znači „utvrda” ili „grad”. Riječ trel (množ. trelle) također je uvjerljivo objašnjenje jer se odnosi na drvene letve koje su prekrivale obje strane zaštitnih kružnih palisadnih zidova.
Trenutno postoji ukupno pet potvrđenih vikinških kružnih utvrda, koje se nalaze u Danskoj (iako nalazišta u Švedskoj i diljem sjeverne Europe imaju sličnu konstrukciju). Ovih pet ih je datirano u doba vladavine kralja Harolda Modrozubog od Danske (oko 980.). Godine 2023. pet danskih trelleborga upisano je na UNESCO-ov popis mjesta svjetske baštine u Europi zbog svoje jedinstvene arhitekture i svjedočanstva o vojnoj moći dinastije Knutlinga iz Jellinga, vladara danskog kraljevstva krajem 10. stoljeća.

## Povijest
Utvrde tvore niz strateških točaka za obranu od Sasa, Svetog Rimskog Carstva i slavenskih plemena (Obodriti i Veleti), koje se protežu od Aggersborga na sjeveru Jutlanda prema jugu preko Fyna do kraja u Borgringu na istočnoj obali Sjællanda.  Pretpostavlja se da je cijeli kompleks utvrda, mostova i cesta, bio u rukama Harolda Modrozubog. On je bio na vlasti do 985. godine, kada ga je svrgnuo njegov sin Sven I. Rašljobradi, koji je nekoliko godina kasnije na kraju osvojio anglosaksonsko kraljevstvo Æthelreda Nespremnog. Ovo je vrhunac dinastije Knutling, a njezina patristička linija završava 1042. godine s Hartaknutom, sinom Knuta Velikog i unukom Svena I.
Utvrde su ubrzo napuštene i nikada se nisu spominjale u književnim izvorima, što je učinkovito stvorilo enigmu danas poznatu kao trelleborge. Moderno otkriće ovih nalazišta započelo je iskapanjima Trelleborga u Danskoj, između 1936. i 1941. godine. Od tada je ukupno pet nalazišta službeno prihvaćeno kao vikinške kružne utvrde.

## Odlike
Vikinške kružne utvrde bile su strateški smještene u blizini važnih kopnenih i morskih ruta, a svaka je koristila prirodnu topografiju okolnog krajolika u obrambene svrhe.
Ove utvrde imaju strogo kružni oblik, s cestama i vratima usmjerenim u četiri strane svijeta. Unutar utvrde, svaki kvadrant ima jedan (u jednom slučaju četiri) kvadratna bloka dugih kuća, što upotpunjuje geometrijsku simetriju. Jasno se razlikuju od drugih utvrda u toj regiji zbog svog geometrijskog plana,
Utvrde sličnog oblika iz ovog doba pronađene su oko drugih starih gradova u Skandinaviji, uključujući Borgeby, Trelleborg i Helsingborg u Skåneu u Švedskoj, blizu Aarhusa u Jutlandu i Rygge u Norveškoj. Druge slične utvrde diljem sjeverne Europe uključuju franačku utvrdu Walcheren u Friziji (izgrađenu na periferiji Karolinškog Carstva, sa sličnom orijentacijom ulica) i Warham Camp u Engleskoj, ali one se ne smatraju vikinškim kružnim utvrdama jer su vjerojatno izgrađene u različitim vremenskim razdobljima.
Slične strukture pronađene su širom Sjeverne Evrope, posebno u Irskoj, ali nijedna od njih nema isti strog i precizan geometrijski dizajn kao vikinške kružne utvrde. Na obalama Nizozemska i Belgije postoje prstenasti dvorci sa određenim točkama sličnosti.

## Popistrelleborga
| ID (UNESCO) | Slika | Naziv       | Lokacija             | Promjer i širina bedema | Koordinate                                    | Godina otkrića | Godina izgradnje |
| ----------- | ----- | ----------- | -------------------- | ----------------------- | --------------------------------------------- | -------------- | ---------------- |
| 1660-001    |       | Aggersborg  | Limfjorden, Danska   | 240 m / 11 m            | 56°59′44″N 9°15′18″E / 56.99556°N 9.25500°E   |                | 975.–980.        |
| 1660-002    |       | Fyrkat      | Hobro, Danska        | 120 m / 13 m            | 56°37′24″N 9°46′14″E / 56.62333°N 9.77056°E   | 1950.          | 980.             |
| 1660-003    |       | Nonnebakken | Odense, Danska       | 120 m                   | 55°23′32″N 10°23′17″E / 55.39222°N 10.38806°E | 1953.          | 980.–1000.       |
| 1660-004    |       | Trelleborg  | Slagelse, Danska     | 136 m / 19 m            | 55°23′39″N 11°15′55″E / 55.39417°N 11.26528°E | 1936.          | 981.             |
| 1660-005    |       | Borgring    | Lellinge, Danska     | 122 m / 10–11 m         | 55°28′11″N 12°7′19″E / 55.46972°N 12.12194°E  | 2014. (1875.)  |                  |
| nije upisan |       | Borgeby     | Lund, Švedska        | 150 m / 15 m            | 55°45′05″N 13°02′12″E / 55.75139°N 13.03667°E | 1997.          |                  |
| nije upisan |       | Trelleborg  | Skåne, Švedska       | 112 m                   | 55°22′34″N 13°08′51″E / 55.3762°N 13.1476°E   | 1988.          | oko 800.         |
| nije upisan |       | Kernan      | Helsingborg, Švedska |                         | 56°01′31″N 12°24′54″E / 56.0254°N 12.4151°E   | 2009.          | oko 980.         |

## Vanjske poveznice
|  | Zajednički poslužitelj ima još gradiva o temi Vikinške kružne utvrde |

- Vikinška utvrda, nordijska-mitologija.com
- Otkriće nevjerovatne vikinške kružne tvrđave sa pozitivno.ba, 12. prosinac 2022.